# Chorbauli
Chorbauli (en georgiano: ჭორბაული) o Chorbaul (en osetio: Чорбаул) es una aldea que pertenece a la parcialmente reconocida República de Osetia del Sur, parte del distrito de Znaur, aunque de iure pertenece al municipio de Tighvi de la región de Iberia Interior de Georgia.

## Geografía
Chorbauli se encuentra en el valle del río Froni, a 24 km de Kornisi. 

## Historia
De 1922 a 1990, formó parte del distrito de Znaur del óblast autónomo de Osetia del Sur, siendo de mayoría osetia. De 1990 a 2006, formó parte del raión de Kareli y, desde 2006, forma parte del municipio de Tighva. 

## Demografía
La evolución demográfica de Chorbauli entre 1939 y 2015 fue la siguiente:
| 85                                                       | 75 | 51 | 62 | 63 | 32 |
| (Fuente: Population of South Ossetia since Soviet times) |    |    |    |    |    |

Según el censo soviético de 1959, la mayoría de la población local eran osetios.